# Richard I de Capua
Richard I Drengot (d. 1078), membru al familiei normande Drengot, a fost conte de Aversa (1049–1078) și principe de Capua (1058–1078).
Richard era fiul lui Asclettin, conte de Acerenza și fratele mai mic al lui Asclettin, conte de Aversa, precum și nepot al lui Rainulf Drengot, unul dintre aventurierii normanzi care au sosit primii în sudul Italiei în 1017 și au reușit să pună bazele primului stat normand din regiune (în 1030). Richard a ajuns în Italia la puțină vreme după moartea lui Rainulf din 1046 cu un grup de cavaleri normanzi.
Primii săi ani petrecuți în sudul Italiei nu s-au remarcat prin ceva deosebit. Richard era considerat o amenințare pentru ruda sa, contele în exercițiu de Aversa, Rainulf Trincanocte, mai ales că a operat împreună cu Umfredo de Hauteville, frate cu Drogo de Hauteville, conte de Apulia, iar apoi cu Sarule de Genzano. Acțiunile sale de jaf și pradă alături de acesta din urmă l-au silit pe Trincanocte să îi confere pământurile fratelui său, Asclettin, însă ulterior Trincanocte l-a convins pe Drogo să îl arunce pe Richard în închisoare. El a rămas prizonier până când, la moartea lui Trincanocte, contele Herman, minor fiind, avea nevoie de un regent competent. Suzeranul Aversei și Apuliei, principele Guaimar al IV-lea de Salerno, a obținut eliberarea lui Richard, care a fost numit regent al lui Herman în 1048. Curând după aceea, Herman a dispărut din consemnări, iar Richard s-a autointitulat conte de Aversa.
În 1053, Richard a fost prezent la bătălia de la Civitate, unde s-a aflat la comanda aripii drepte împotriva longobarzilor din armata papală. El s-a angajat primul în luptă și a distrus contingentul longobard, urmărindu-i pe adversari pe o lungă distanță, înainte de a se întoarce pentru a sprijini pe Umfredo și pe Robert Guiscard din dinastia Hauteville, întorcând soarta bătăliei în favoarea normanzilor.
Richard s-a aflat în mod constant în căutarea lărgirii posesiunilor sale prin războaiele împotriva vecinilor săi longobarzi, Pandulf al VI-lea de Capua și Gisulf al II-lea, fiul și succesorul lui Guaimar al IV-lea în Principatul de Salerno. El a extins hotarele în detrimenul acestuia din urmă, până când principatului de Salerno i-a rămas un teritoriu foarte redus, redus la orașul Salerno. Atunci când principele de Capua a murit în 1057, Richard a trecut imediat la asediul asupra Capuei și a dobândit titlul princiar (1058) de la fratele lui Pandulf, Landulf al VIII-lea, însă a lăsat cheile orașului în mâinile longobarzilor vreme de încă cel puțin patru ani, până în 12 mai 1062. El și-a căsătorit fiica cu fiul ducelui Atenulf I de Gaeta, însă atunci când fiul acestuia a murit înainte de a avea loc căsătoria, Richard a solicitat totuși zestrea. Ducele Atenulf a refuzat, drept pentru care Richard a asediat și capturat Aquino, una dintre puținele feude rămase în posesia ducatului de Gaeta. Totuși, în 1058, Desideriu de Benevento, abate de Montecassino, l-a convins pe Richard să reducă suma solicitată ducelui.
În februarie 1059, Hildebrand, viitorul papă Grigore al VII-lea, pe atunci doar membru al curiei papale, a călătorit la Capua, pentru a solicita sprijinul lui Richard în numele papei Nicolae al II-lea și împotriva antipapei Benedict al X-lea. Curând, Richard l-a asediat pe acesta din urmă în Galeria, iar în 1059, Nicolae al II-lea a organizat un sinod la Melfi, în care l-a confirmat pe Robert Guiscard ca duce de Apulia, Calabria și Sicilia, iar pe Richard în poziția de conte de Aversa și principe de Capua. Richard a jurat supunere față de papalitate, obligându-se să respecte teritoriul papal. Episodul marchează transformarea politică a sudului Italiei și înlăturarea resturilor principatelor bizantine și longobarde, ca și a pretențiilor împăratului german din peisaj.
În 1061, tot la solicitarea lui Hildebrand, Richard l-a instalat prin forța armelor pe candidatul papal Alexandru al II-lea împotriva pretențiilor altui antipapă, de această dată Honorius al II-lea. Astfel, el a devenit un adevărat făcător de papi, deși în 1066, căutând să își extindă outerea teritorială în toate părțile, a pornit un marș chiar asupra Romei, fiind respins de către aliații din Toscana ai papei.
În 1062, Richard l-a trimis pe fiul său, Iordan să preia Gaeta de la ducele Atenulf al II-lea, însă acestuia din urmă i s-a permis să își exercite domnia personală până în 1064. În acel an însă, Richard și Iordan și-au apropiat titlurile ducale și consulare ale conducătorilor gaetani. Richard a înăbușit o răscoală ulterioară a lui Atenulf și a continuat să își extindă teritoriul în Campania, până în apropierea Romei.
În 1071, pe când Robert Guiscard se afla la asediul asupra Palermo, principalii baroni ai acestuia, Abelard și Herman, fii ai fratelui său Umfredo, alături de Petru, senior de Trani, și de seniorul de Giovinazzo, s-au răsculat împotriva sa, având sprijinul lui Richard of Capua, ca și al lui Gisulf de Salerno. Deși Robert Guiscard a reușit cu rapiditate să înăbușe toate amenințările din interior, el a căzut bolnav și nu a mai putut să întreprindă expediția împotriva lui Richard, care a fost imediat confirmat în posesiunile sale de către noul papă, Grigore al VII-lea, aliatul său.
În 1076, ca răspuns la depunerea papei de către împăratul Henric al IV-lea, Robert Guiscard și Richard au trimis mesageri unul către celălalt. A fost stabilită o întâlnire a celor doi conducători normanzi la Montecassino la finele acelui an. S-a constituit astfel o alianță, însă odată ce papa a demonstrat că reușește să reziste imperialilor, prin excomunicarea promulgată împotriva împăratului, cei doi conducători normanzi au revenit în sud pentru a-l asedia pe Gisulf în Salerno. Asediul a reușlit, iar Gisulf a fugit la Capua, unde a căutat să îl incite pe Richard împotriva lui Robert, care păstrase Salerno pentru sine, însă fără succes. Richard a început să asedieze Napoli, încă independent, cu ajutorul blocadei navale asigurate de Robert. Apoi, în 3 martie 1078, papa i-a excomunicat pe Robert și pe Richard, iar la puțină vreme Richard a căzut bolnav în Capua. Imediat, el s-a reconciliat cu biserica, după care a murit. Fiul său mai mare, Iordan, care invadase domeniile ecleziastice din Abruzzi, a călătorit la Roma pentru a reînnoi jurământul de credință față de papă și pentru a-i fi confirmate titlurile și posesiunile tatălui său. În ceea ce privește Napoli, acesta a rămas necucerit.
Pe lângă Iordan, Richard a mai avut un fiu, Ionatan, care va deveni conte de Carinola.